# Edifici d'Europa
L'Edifici d'Europa és un bloc d'oficines situat a l'avinguda d'Aragó a València i molt conegut pel seu estil modern. És un dels edificis més alts de l'avinguda, i concentra gran part de l'activitat econòmica de la ciutat. A sota, hi ha un aparcament privat i molt a prop, l'estació de metro d'Aragón. Fita amb el carrer d'Èol i el carrer d'Ernest Ferrer.